# 阿分車站
阿分站（日语：／ Afun eki */?）是位於北海道增毛郡增毛町大字阿分村，隸屬於北海道旅客鐵道（JR北海道）留萌本線，已廢除的鐵路車站。電報略號為アフ。
車站名稱源於阿伊努語「ahun-i」（進入），主要指附近的海岸。

## 歷史
- 1963年（昭和38年）12月1日 - 日本國有鐵道禮受車站至舍熊車站之間設立阿分臨時站（仮乗降場），開始旅客業務。
- 1987年（昭和62年）4月1日 - 隨著國鐵分割民營化，車站由北海道旅客鐵道（JR北海道）接管。同時車站升格為阿分站。
- 1990年（平成2年）3月10日 - 設定營業距離。
- 2016年（平成28年）12月5日 - 由於留萌車站至增毛車站路段廢除，本車站同時廢站[1][2]。

## 車站構造
廢站時為1面1線的地面車站。側式月台位於路軌的西方（增毛方向的右方）。沒有轉轍器的棒線車站。
由臨時車站開始已經是無人車站。月台南面出入口附近設有使用預製組件興建的候車室，內部則使用礫石及人工草坪舖設。沒有設置廁所。月台為木製甲板式，往增毛方向設有斜坡連接車站外的道路。月台十分短，長度只能夠讓一輛列車停靠。
此外，位於本車站至信砂車站之間的阿分隧道，是留萌車站至增毛車站這路段唯一一條隧道。

## 載客量
- 1992年的每天載客量為7人，每天上下車乘客量為14人。
- 2011年至2015年度平均每天載客量少於1人[4]。

## 車站周邊

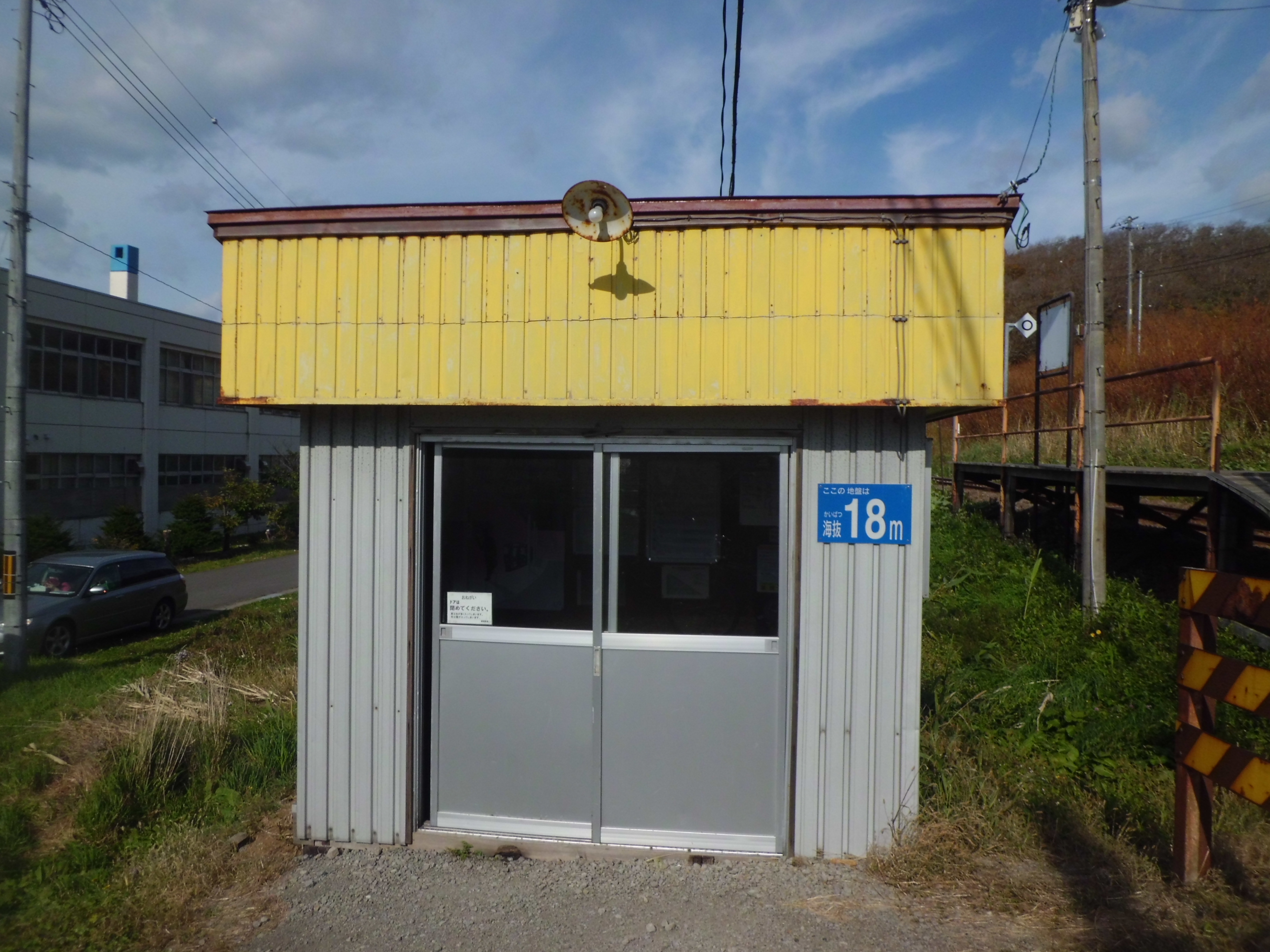
候車室

- 國道231號（日语：国道231号）（U-LO-LON線）
- 沿岸巴士「阿分」車站
- 舊增毛町立阿分小學
  - 位於車站旁，已於2015年關校

## 相鄰車站
北海道旅客鐵道
留萌本線
禮受－阿分－信砂

## 外部連結
- 阿分站（JR北海道旭川分社）
- 互聯網檔案館存檔